# Kamienica przy Rynku Zygmunta Augusta 28 w Augustowie
Kamienica przy Rynku Zygmunta Augusta 28 – zabytkowa kamienica w Augustowie.
Kamienica położona jest w centrum Augustowa przy Rynku Zygmunta Augusta 28. Jest najstarszym murowanym budynkiem w mieście. Została wzniesiona w 1800 w czasie rządów pruskich przez Ballk zu Weita i Geytnera. Pierwotnie postawiona była w stylu klasycystycznym, ale późniejsze przebudowy pozbawiły ją cech stylowych. Wcześniej w tym samym miejscu prawdopodobnie znajdował się dwór starostów augustowskich, wystawiony po 1572. 8 grudnia 1812 w kamienicy zatrzymał się Napoleon Bonaparte podczas powrotu z inwazji na Rosję. W 1920 w budynku powstała jedna z pierwszych miejscowych spółdzielni – „Hurtownia Augustowska”. W latach 70. i 80. XX w. w kamienicy znajdował się sklep Pewexu. W 1993 obiekt został wpisany do rejestru zabytków. Współcześnie (2014) w kamienicy mieści się m.in. apteka.